# Référendum de 2017 sur l'indépendance du Kurdistan irakien
Le deuxième référendum sur l'indépendance du Kurdistan irakien a lieu le 25 septembre 2017 au Kurdistan irakien et dans les territoires irakiens qu'il occupe afin que la population se prononce sur sa volonté ou non de mettre en œuvre l'indépendance de cette région d'Irak majoritairement habitée par les Kurdes. Organisé sans l'accord du gouvernement irakien, il n'est pas reconnu par ce dernier. Selon le haut responsable kurde Hoshyar Zebari, le scrutin ne déclencherait pas nécessairement une déclaration d'indépendance unilatérale, mais servirait de levier dans le but de mener à des négociations avec le gouvernement central pour une indépendance officielle,.

## Historique

### Prélude
Le projet d'un référendum est annoncé en juillet 2014 par Massoud Barzani, le président du Kurdistan irakien, qui souhaite la création d'une commission parlementaire pour mettre en place le référendum d'indépendance, dans un contexte de guerre civile en Irak,,,.
En février 2016, Massoud Barzani réaffirme souhaiter lancer un référendum, mais non contraignant, avant octobre 2016, dans un contexte toujours de guerre civile notamment contre Daesh mais aussi de crise économique régionale,,.
En octobre 2016, Netchirvan Barzani, le Premier ministre du Kurdistan irakien, annonce que le référendum est conditionné à la reprise de Mossoul. Anticipant la fin de la bataille qui a lieu le 10 juillet 2017 par la victoire de l'armée irakienne et de ses alliés dont les peshmergas, le scrutin est le 2 avril 2017 finalement prévu par les autorités locales pour le courant de l'année 2017, avant d'être ainsi fixé au 25 septembre 2017.
Fin août, le gouverneur de la province de Kirkouk annonce que le conseil provincial a voté pour la participation de la région au référendum sur l'indépendance, et qualifie cette décision d' « historique ».

### Réactions du gouvernement irakien
Le 12 septembre, le parlement irakien vote une déclaration s'opposant catégoriquement à l'organisation du référendum, et appelant le premier ministre à « entreprendre toutes les mesures nécessaires pour sauvegarder l'unité du pays ». Les députés kurdes quittent la séance en signe de protestation. Le 18 septembre 2017, la cour suprême d'Irak s'oppose au référendum et décrète sa suspension. Le 17 septembre, le vice-président et ex-Premier ministre irakien Nouri al-Maliki déclare : « Nous ne permettrons pas la création d'un deuxième Israël au nord de l'Irak ». Hadi al-Ameri, chef de l'Organisation Badr, multiplie également les mises en garde contre les risques d'une « guerre civile ».

### Réactions internationales
La communauté internationale s'est largement exprimée contre la tenue du référendum. Les États-Unis appellent le gouvernement kurde à abandonner son projet de référendum, estimant qu'il entraverait la « stabilisation des zones libérées » et la lutte contre l'État islamique. Le Royaume-Uni s'y oppose également, ainsi que la France, dont le ministre des Affaires étrangères Jean-Yves Le Drian qualifie le projet d'« initiative inopportune ». L'Arabie saoudite appelle également le GRK à renoncer à son projet pour éviter de « nouvelles crises ». L'opposition est encore plus forte du côté de la Turquie qui qualifie le référendum de « grave erreur » et de « geste illégitime et inacceptable »,. L'Iran, qui compte comme la Turquie une importante minorité kurde, menace également de mettre fin aux accords sécuritaires et militaires avec le Kurdistan et de fermer sa frontière en cas de sécession. La Syrie annonce pour sa part « soutenir l'unité de l'Irak » ; le ministre des Affaires étrangères du régime, Walid al-Mouallem, déclare que ce « référendum séparatiste » est « totalement inacceptable à nos yeux »,. Seul Israël annonce soutenir le projet d'indépendance ; le 12 septembre, le Premier ministre Benyamin Netanyahou réaffirme son soutien aux « efforts légitimes du peuple kurde pour obtenir leur propre État »,.
Les Kurdes célèbrent alors le référendum avec des drapeaux israéliens ; ce qui poussera le président turc Erdoğan à accuser le gouvernement kurde de liens avec le Mossad.
Le 21 septembre, le Conseil de sécurité des Nations unies se prononce contre le référendum et publie un communiqué dans lequel ses membres s'inquiètent de « l’impact potentiellement déstabilisateur » du projet, ils rappellent leur attachement à « la souveraineté, l’intégrité territoriale et l’unité de l’Irak » et craignent que le référendum ne puisse gêner la lutte contre l'État islamique et le retour des réfugiés déplacés par la guerre. Malgré cela, les autorités du Kurdistan renouvellent leur volonté de mettre en place le référendum.
Le 14 septembre, une délégation de représentants américains, britanniques et des Nations unies — avec parmi eux Brett McGurk (en), le représentant américain de la coalition internationale en Irak et en Syrie — se rend au Kurdistan pour proposer une « alternative » aux partis politiques kurdes, mais l'offre est jugée insuffisante par Barzani. Shunas Sherko Jdy, membre du mouvement Goran, rapporte au journal Le Monde : « M. McGurk a été très clair : si le référendum a lieu, Washington va couper tout soutien politique, militaire ou diplomatique au Kurdistan irakien. Il nous a dit qu’en cas d’attaque de la part de Bagdad, de l’Iran ou de la Turquie, nous serons seuls ».
Le 24 septembre, l'Iran ferme sa frontière aérienne avec le Kurdistan irakien. Le 25, le président turc Erdoğan menace également de fermer ses frontières et d'imposer un blocus économique.

### Positions des partis politiques kurdes
Depuis la mise en place de la constitution irakienne de 2005, le Gouvernement régional du Kurdistan (GRK) dispose d'une large autonomie pour administrer le Kurdistan irakien. La région émet ses propres visas et plusieurs consulats étrangers sont présents sur son sol. Mais le GRK est lui-même divisé en plusieurs forces militaires et politiques. Le Parti démocratique du Kurdistan (PDK), parti de Massoud Barzani, domine le nord, tandis que l'Union patriotique du Kurdistan (UPK), dirigé par Jalal Talabani, domine le sud. Chacun dispose de ses propres forces militaires (les peshmergas), de sa police (les Assayech) et de ses services de renseignements. À ces deux rivaux s'ajoute le Mouvement Goran, devenu en 2013 la deuxième force politique du Kurdistan irakien derrière le PDK.
Le président du PDK et du Gouvernement régional du Kurdistan, Massoud Barzani, est au pouvoir depuis 2005,. Son mandat devait arriver à son terme le 19 août 2015, mais il a été prolongé de manière contestée à cause du conflit contre l'État islamique,.
Le 15 septembre 2017, à Erbil, le Parlement du Kurdistan se réunit pour la première fois depuis deux ans,. Les députés, dont ceux du PDK et de l'UPK, approuvent à la quasi-unanimité la tenue du référendum,,. Mais les députés du Mouvement Goran et du Groupe islamique kurde (en) boycottent la séance,,.
Le PDK se montre cependant plus enthousiaste que l'UPK, tandis que le Mouvement Goran, bien que favorable à l'indépendance, estime que la date du référendum est prématurée et s'inquiète d'un conflit avec Bagdad et des risques encourus,. Le Groupe islamique kurde est quant à lui proche de l'Iran,. Certains membres des partis d'opposition estiment également que Barzani cherche à se maintenir au pouvoir et souhaiteraient que le référendum sur l'indépendance soit précédé par une nouvelle élection présidentielle kurde,.
Pour l'universitaire Matthew Barber, derrière ce référendum se cachent également des tentatives du gouvernement de Barzani de soumettre, y compris par la force, les minorités chrétiennes et yézidies.
Le Parti de la liberté du Kurdistan (PAK), formation militaire constituée de Kurdes iraniens, mais en guerre contre l'État iranien, actif en Irak depuis le début de la seconde guerre civile irakienne, soutient également le projet d'indépendance et se déclare prêt à défendre militairement Kirkouk
Le Parti des travailleurs du Kurdistan (PKK) ne prend quant à lui pas position contre le référendum malgré ses mauvaises relations avec le PDK et son rapprochement avec le gouvernement central de Bagdad.

### Situation à Kirkouk
La situation est particulièrement tendue à Kirkouk. La ville, prise en juin 2014 par les peshmergas après avoir été abandonnée par l'armée irakienne, est peuplée majoritairement de Kurdes, mais compte également d'importantes minorités arabes et turkmènes, elles-mêmes divisées entre chiites et sunnites,. Le Kurdistan irakien traverse également une crise économique liée à la baisse des cours du pétrole,, or la région concentre 40 % des réserves irakiennes de pétrole brut,,. Le 19 septembre Premier ministre irakien Haïder al-Abadi menace de lancer une opération militaire si des violences devaient éclater à Kirkouk : « si le citoyen de Kirkouk est exposé au danger, c’est notre devoir légitime d’imposer la sécurité. J’ai demandé clairement à la police de Kirkouk de faire son devoir en surveillant la sécurité et ne pas se transformer en un outil (politique) »,. Les milices arabes et turkmènes chiites font également connaître leur opposition au référendum : mi-septembre les miliciens de l'Organisation Badr font une démonstration de force dans la ville en paradant avec plusieurs dizaines de véhicules, jusqu'aux portes du parlement local.
Par ailleurs, la région d'Hawija, au sud-ouest de Kirkouk, est toujours contrôlée par l'État islamique et la ligne de front n'est qu'à 20 kilomètres de la ville. Le 21 septembre, quatre jours avant le référendum, l'armée irakienne et les Hachd al-Chaabi passent à l'offensive contre les djihadistes à Halwija.

## Contenu
Les bulletins de vote comportent la question suivante en kurde, arabe, turkmène et syriaque :

« Voulez-vous que la région du Kurdistan ainsi que les territoires kurdes en dehors de la région deviennent un État indépendant ? »

## Résultat
| Choix                             | Votes     | %     |
| --------------------------------- | --------- | ----- |
| Oui                               | 2 861 471 | 92,73 |
| Non                               | 224 464   | 7,27  |
| Votes valides                     | 3 085 935 | 93,35 |
| Invalides                         | 219 990   | 6,65  |
| Total des votes                   | 3 305 925 | 100   |
| Votants inscrits et participation | 4 581 255 | 72,16 |

## Conséquences
Massoud Barzani annonce officiellement la victoire du « oui » le soir du 26 septembre et appelle Bagdad à entamer « un dialogue sérieux […] plutôt que de brandir des menaces ». Il espère pouvoir négocier en position de force avec le gouvernement irakien,.
Le même jour le président turc Recep Tayyip Erdoğan réitère ses menaces de blocus si « Barzani et le gouvernement régional du Kurdistan ne reviennent pas très vite sur cette erreur » ; il met en garde contre le risque d'une « guerre ethnique et confessionnelle » et affirme que « la décision de ce référendum, qui a été prise sans consultations, est une trahison ».
Le 25 septembre, jour du référendum, le Parlement irakien vote une résolution exigeant le déploiement de l'armée dans les territoires disputés et notamment à Kirkouk. Le lendemain, le gouvernement de Bagdad somme les autorités kurdes de lui remettre le contrôle de ses deux aéroports internationaux à Erbil et Souleimaniye ; le Premier ministre Haïder al-Abadi menace de fermer l'espace aérien du Kurdistan irakien et lance un ultimatum au gouvernement kurde auquel il laisse trois jours pour obtempérer,.
Le 29 septembre, Bagdad ferme le trafic aérien vers le Kurdistan irakien, les vols internationaux à partir et vers les aéroports d'Erbil et Souleimaniye sont bloqués. L'Iran décide pour sa part de geler ses échanges pétroliers avec le Kurdistan irakien.
Le 5 octobre, Massoud Barzani, annonce la création du Conseil de gouvernement du Kurdistan-Irak diriger la région autonome.
Le 16 octobre, les forces de Bagdad passent à l'offensive et reprennent en quelques heures Kirkouk et ses environs, presque sans rencontrer de résistance de la part des peshmergas de l'UPK. Des dizaines de milliers d'habitants fuient la ville. La ville de Touz Khormatou est également prise par les Irakiens ; 35 000 habitants prennent la fuite et des centaines de maisons habitées par des Kurdes sont pillées, incendiées et détruites. Le matin du 17 octobre, l'armée irakienne et les Hachd al-Chaabi reprennent Sinjar, que les peshmergas du PDK abandonnent sans combattre ; la ville passe alors sous le contrôle du régiment Lalesh, une milice yézidie ralliée au gouvernement de Bagdad et intégrée aux Hachd,,. En revanche, les groupes du PKK maintiennent leurs positions dans les monts Sinjar. Le même jour, les villes de Bachiqa, Makhmour, Jalula, Khanaqin et presque tous les champs pétroliers de la région de Kirkouk sont repris par les forces irakiennes, une fois encore presque sans résistance,. Les Kurdes perdent alors en 48 heures presque tous leurs gains réalisés lors du conflit contre l'État islamique ; le gouvernement régional du Kurdistan retrouve à peu près ses frontières de 2014 et les divisions s'accentuent entre le PDK et l'UPK, qui s'accusent mutuellement d'être responsables de la déroute,. Au 20 octobre, l'armée irakienne a repris aux peshmergas la totalité de la province de Kirkouk.
Le 25 octobre, le Kurdistan irakien se déclare prêt à geler les résultats de son référendum d'indépendance et demande « cessez-le-feu immédiat ».
Le 29 octobre 2017, Massoud Barzani annonce qu'il n'exercera plus la présidence du Kurdistan après le 1er novembre.